# Federação de Andebol de Portugal

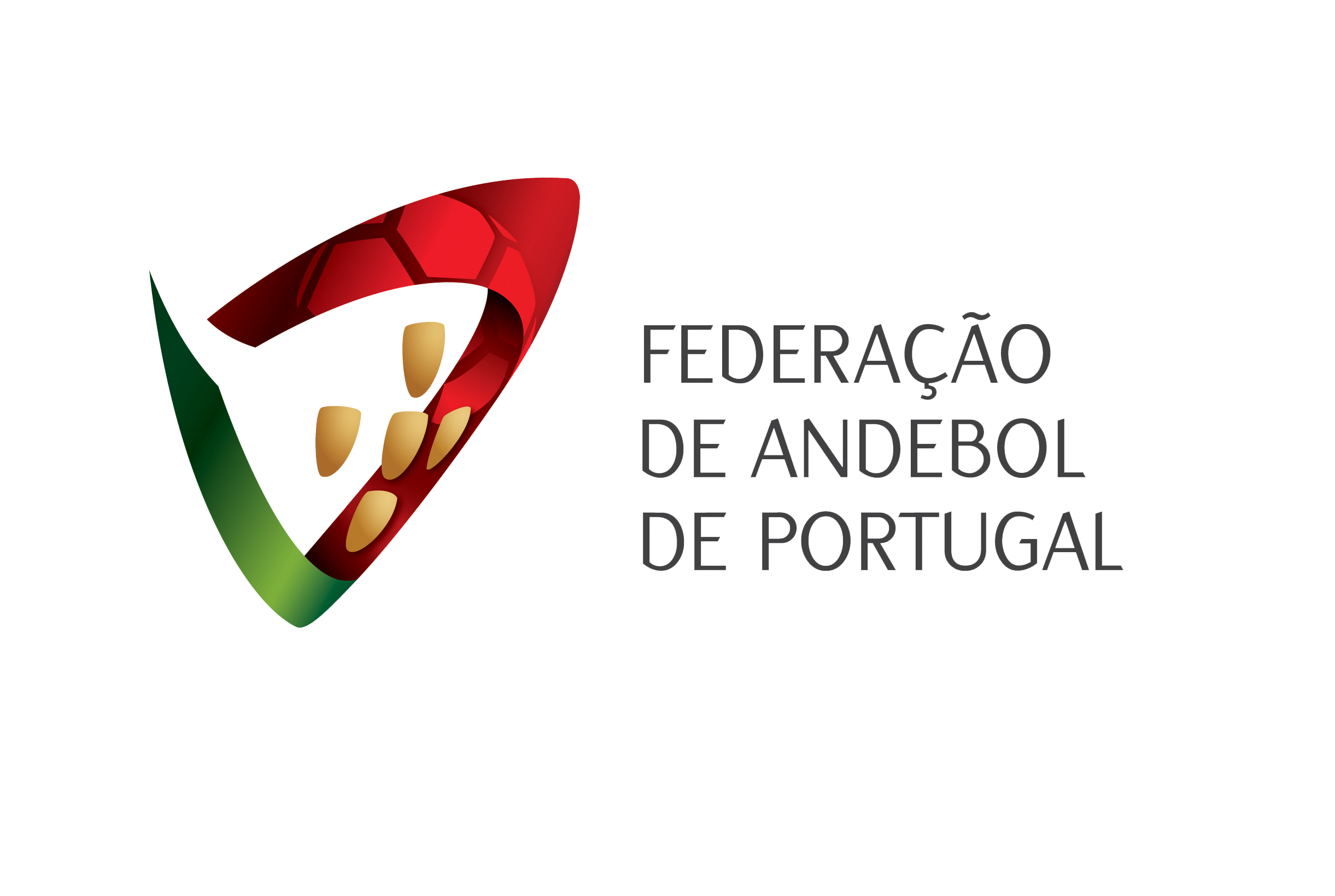
Logótipo Federação de Andebol de Portugal

A Federação de Andebol de Portugal (FAP), conhecida anteriormente como Federação Portuguesa de Andebol, é a federação que orienta e regulamenta as competições de andebol em Portugal. Foi fundada a 1 de maio de 1939, e está filiada na Federação Europeia de Andebol e Federação Internacional de Andebol.

## Competições organizadas
- Taça de Portugal de Andebol Masculino
- Supertaça Portuguesa de Andebol Masculino
- Campeonato Nacional
  - Campeonato Placard Andebol1
  - Segunda Divisão
  - Terceira Divisão
- Campeonato Nacional Andebol Feminino
- Taça de Portugal de Andebol Feminino
- Supertaça Portuguesa de Andebol Feminino

## Equipa
- Seleção Portuguesa de Andebol Masculino
- Seleção Portuguesa de Andebol Feminino

## Méritos

### Equipa masculina
- Campeonato Mundial de Andebol Masculino
  - Campeonato Mundial de Andebol Masculino de 1997: 19.º lugar
  - Campeonato Mundial de Andebol Masculino de 2001: 16.º lugar
  - Campeonato Mundial de Andebol Masculino de 2003: 12.º lugar
  - Campeonato Mundial de Andebol Masculino de 2021: 10.º lugar
  - Campeonato Mundial Júnior de Andebol Masculino de 1995: 3º lugar

- Campeonato Europeu de Andebol Masculino
  - Campeonato Europeu de Andebol Masculino de 1994: 12.º lugar
  - Campeonato Europeu de Andebol Masculino de 2000: 7.º lugar
  - Campeonato Europeu de Andebol Masculino de 2002: 9.º lugar
  - Campeonato Europeu de Andebol Masculino de 2004: 14.º lugar
  - Campeonato Europeu de Andebol Masculino de 2006: 15.º lugar
  - Campeonato Europeu de Andebol Masculino de 2020: 6.º lugar
  - Campeonato Europeu de Andebol Masculino Sub-18: Campeão em 1992, vice-campeão em 1994
  - Campeonato Europeu de Andebol Masculino Sub-20: Vice-campeão em 2010

A 18 de maio de 2023, foi agraciada com o grau de Membro-Honorário da Ordem do Mérito.

### Equipa feminina
- Campeonato Europeu de Andebol Feminino
  - Campeonato Europeu de Andebol Feminino de 2008: 16.º lugar